# Han Ji-wan
Han Ji-wan (koreanisch: 한지완; * 14. August 1987 in Südkorea) ist eine südkoreanische Schauspielerin und Model. Bekannt wurde sie in den Serien Rugal, Search: WWW und I Do, I Do.

## Leben und Karriere
Han wurde am 14. August 1987 in Südkorea geboren. Sie studierte an der Chung-Ang Universität. Ihr Debüt gab sie 2010 in dem Film The Most Beautiful Picnic in The World. Außerdem tauchte sie in den Serien I Do, I Do, Search: WWW und My Unfamiliar Family ajf. 2020 bekam sie in Rugal die Hauptrolle. Unter anderem wurde sie für die Serie Lonely Enough to Love gecastet.

## Filmografie
Filme
- 2010: The Most Beautiful Picnic in The World

Serien
- 2011: Cool Guys, Hot Ramen
- 2012: I Do, I Do
- 2013: Drama Festival 2013: Swine Escape
- 2015: The Jingbirok: A Memoir Of Imjin War
- 2017–2018: Smashing on Your Back
- 2018: Quiz of God
- 2019: Search: WWW
- 2020: Rugal
- 2020: My Unfamiliar Family
- 2020: Love Is Annoying, but I Hate Being Lonely!
- 2021: Revolutionary Sisters
- 2021: Chimera
- 2022: Three Bold Siblings
- seit 2022: The Witch’s Game